# Notaresco
Notaresco ist eine italienische Gemeinde mit 6304 Einwohnern (Stand 31. Dezember 2023) in der Provinz Teramo in der Region Abruzzen. Die Ortschaft ist Mitglied der Comunità Montana del Vomano, Fino e Piomba.

## Geografie
Zu den Ortsteilen (Fraktionen) zählen Caporipe, Capracchia, Cordesco, Grasciano, Guardia Vomano, Pianura di Notaresco, Pianura Vomano, Saggio, Torrio, Valle Vignale und Villa Scapoli.
Die Nachbargemeinden sind: Atri, Castellalto, Cellino Attanasio, Morro d’Oro, Mosciano Sant’Angelo und Roseto degli Abruzzi.
Die Gemeinde liegt rund 23 km von der Provinzhauptstadt Teramo und 13 km von der Adriaküste entfernt.

## Geschichte
Nach dem Kriegseintritt Italiens im Juni 1940 errichtete das faschistische Regime in Notaresco ein Internierungslager (campo di concentramento). Die Internierten waren in zwei privaten Wohnhäusern, der Casa Mazzarosa und der Casa Carusi, untergebracht. Die ersten Internierten waren ausländische und staatenlose Juden, die 1942 ins Internierungslager Ferramonti di Tarsia überstellt wurden, um Platz für Jugoslawen zu gewinnen. Mit der Ankunft der Jugoslawen verschärften sich die Internierungsbedingungen. Die letzten Insassen verließen das Lager erst im Januar 1944.

## Bevölkerungsentwicklung
| Jahr      | 1861 | 1881 | 1901 | 1921 | 1936 | 1951 | 1971 | 1991 | 2001 | 2016 |
| Einwohner | 3850 | 4211 | 5069 | 4903 | 6032 | 6641 | 6130 | 6502 | 6770 | 6841 |

Quelle: ISTAT

## Sehenswürdigkeiten
Die romanische Kirche San Clemente al Vomano in der Nähe der Fraktion Guardia Vomano wurde im 12. Jahrhundert errichtet. Die Kirche gehört zur Abtei der Benediktiner.
Das archäologische Museum G. Romualdi in Notaresco verfügt über archäologische Funde im Umkreis der Gemeinde aus der Jungsteinzeit und Altsteinzeit. Es wurden in der Fraktion Grasciano die Reste einer römischen Villa gefunden.

## Weinbau
In der Gemeinde werden Reben der Sorte Montepulciano für den DOC-Wein Montepulciano d’Abruzzo angebaut.

## Persönlichkeiten
- Renato Pirocchi (1933–2002), Autorennfahrer